# 29668 Ipf
29668 Ipf este un asteroid din centura principală de asteroizi.

## Descriere
29668 Ipf este un asteroid din centura principală de asteroizi. A fost descoperit pe 9 decembrie 1998 la Observatorul Kleť de Miloš Tichý. Asteroidul prezintă o orbită caracterizată de o semiaxă mare de 2,60 ua, o excentricitate de 0,10 și o înclinație de 3,0° în raport cu ecliptica.